# Райкова-Могила
Райкова-Могила (болг. Райкова могила) — село в Болгарии. Находится в Хасковской области, входит в общину Свиленград. Население составляет 319 человек.

## Политическая ситуация
В местном кметстве Райкова-Могила, в состав которого входит Райкова-Могила, должность кмета (старосты) исполняет Минчо Атанасов Шидеров (независимый) по результатам выборов правления кметства.
Кмет (мэр) общины Свиленград — Георги Стоянов Манолов (инициативный комитет) по результатам выборов в правление общины.